# 자노바투스 스코엔레이니
자노바투스 스코엔레이니(Zanobatus schoenleinii)는 매가오리목에 속하는 연골어류의 일종이다. 자노바투스과(Zanobatidae)와 자노바투스속(Zanobatus)의 유일종이다